# نورا كيلي
نورا كيلي هي كاتبة جريمة كندية، ولدت في 29 أغسطس 1945 في باترسون في الولايات المتحدة.